# خميران (تشهار فريضة)
خمیران (بالفارسية: خمیران) هي قرية تقع في إيران في البلدة المركزية. يقدر عدد سكانها بـ 405 نسمة .